# 100 días para enamorarnos
100 días para enamorarnos é uma telenovela americana de comédia dramática produzida pela Telemundo Global Studios para a Telemundo e exbida entre 28 de abril de 2020 a 10 de fevereiro de 2021, substituindo a segunda temporada de La doña.
A trama é uma adaptação da novela argentina intitulada Cien días para enamorarse, criada por Sebastián Ortega.
É protagonizada por Ilse Salas, Mariana Treviño, Erick Elías e David Chocarro, acompanhados por Humberto Zurita, Sylvia Sáenz, Sofía Lama, Héctor Suárez Gomís, Andrés Almeida, Manuel Balbi, Lucas Velázquez e Daniela Bascopé e as primeiras atrizes Macaria e Beatriz Monroy, entre outros.
A telenovela aborda temas como inclusão, bullyng, homossexualidade e transexualidade, diferentes tipos de famílias, divórcio juntamente com a separação conjugal e vícios.

## Sinopse
A história gira em torno de dois bons amigos, Constanza Franco (Ilse Salas), uma advogada muito sofisticada e bem-sucedida, além de mãe e esposa; e Remedios Rivera (Mariana Treviño), também mãe e esposa amorosa, mas que, diferentemente de sua amiga, é um espírito livre que não pode manter sua vida em ordem. Ambas as mulheres decidem terminar 20 anos de casamento com seus respectivos maridos. A vida de Remedios é complicada quando ela decide se separar de Max (Andrés Almeida), seu atual marido e Emiliano (David Chocarro), seu primeiro amor, reaparece. Enquanto isso, Constanza concorda com seu marido Plutarco (Erick Elías) em fazer uma pausa de 100 dias. Passados os 100 dias, eles devem decidir se mantêm o casamento ou não.

## Elenco
A revista People en Español publicou uma lista de atores confirmados em outubro de 2019, meses depois, a Telemundo lançou em março de 2020 a lista oficial dos nomes de alguns personagens.
- Ilse Salas como Constanza "Connie" Franco de Cuesta
- Mariana Treviño como Remedios "Reme" Rivera de Barrios
- Erick Elías como Plutarco Cuesta
- David Chocarro como Emiliano León
- Humberto Zurita como Ramiro Rivera
- Sylvia Sáenz como Jimena Sosa de Casas
- Sofía Lama como Aurora Villareal de Casas
- Héctor Suárez Gomís como Luis Casas
- Andrés Almeida como Maximiliano "Max" Barrios
- Manuel Balbi como Fernando Barroso
- Lucas Velázquez como Pablo Franco
- Daniela Bascopé como Isabel Morales de Barroso
- Macarena García como Alejandra ''Ale''/ Alejandro "Alex" Barrios Rivera
- Xabiani Ponce de León como Daniel "Dani" Cuesta Franco
- Gabriel Tarantini como Benjamín Flores
- Fernanda Urdapilleta como Lucía Sandoval Blanco
- Sheryl Rubio como Mariana Velarde Barroso
- Macaria como Mónica vda. de Franco
- Eduardo Ibarrola como Pedro Franco
- Shaula Vega como Marlene Blanco de Sandoval
- Beatriz Monroy como Victoria "Vicky" Medina
- Thamara Aguilar como Teresa "Tere"  Medina
- Isabella Sierra como Susana Casas Sosa
- Gael Sánchez como José Martín Cuesta Franco
- Andrés Pirela como Nicolás "Nico" Casas Villareal
- Amairani Romero como Martha Gutiérrez
- Carlos Acosta-Milian como Sr. Balderas
- Daniela Botero como Lorena
- Marielena Dávila como Soledad "Sol" Bernal
- Freddy Flórez como Benito
- Scarlet Ortiz como Gloria Cruz
- Cristina Figarola como Catalina Jones
- Gonzálo Zulueta como Ángel Urdaneta
- Julián Marín como Christian Núñez
- Abril Golindano como Frida Barroso Morales
- Daniel Lugo como el Juez Francisco Guzmán
- Jimmie Bernal como Senador Jones
- Marco Antonio Tostado como Roger Montero
- Darío Duque como Felipe
- Emmanuel Pérez como Samuel Sandoval Blanco
- María Laura Quintero como Pilar Segura
- Andrés Vargas como Darío Puente
- Fabián Hernández como Fito Garza
- Harry Geithner como Bruno Casares
- Paulo Quevedo como Fausto
- Omar Fabel como Leonardo Férrero
- Ricardo Chávez como Héctor Morillo
- Aneudy Lara como Jorge Álvarez
- Carlos Torres como Fabián "El Lobo" Ramírez
- Daniela Navarro como Hilda Santander
- Jorge Consejo como José Miguel Meléndez
- Carlos Santos como Gil Reyes
- Ezra Michel como Andrés
- Maite Embil como Angélica Quintero
- Mauricio Novoa como Roberto
- Jullye Giliberti como Karla
- Carolina Laursen como Psicóloga
- Fabián Ríos como Ívan Acosta
- Héctor Peña como Carlos Zapata
- Karla Monroig como Dulce Barroso
- Jorge Luis Pila como Enrique Bianchini
- Laura Garrido como Yadira Díaz
- Claudia Moreno como Ingrid de Acosta
- Jorge Alberti como Erick Méndez
- Osvaldo de León como Sebastián del Valle
- Simone Marval como Verónica Acosta
- Jalymar Salomón como Chica de la terapia
- Carla Peterson como Martina Guerty
- Liz Dieppa como Tania Lozano
- Geraldine Bazán como Elisa Polanco
- Diana Chacon como Jennifer Contreras
- Eduardo Pastrana como Productor Gonzalo Cordero
- Miguel Varoni como O mesmo

## Produção
Em 17 de maio de 2019, a Viacom anunciou que os formatos das produções da Telefe, "Cien días para enamorarse" e "Historia de un clan", foram vendidos à Telemundo, para criar uma nova versão de cada uma, voltada ao público latino-americano.
A telenovela é produzida pelo Telemundo Global Studios e o segundo projeto filmado em Miami na nova sede da Telemundo. A novela começou a ser gravada em 22 de outubro de 2019, confirmando grande parte do elenco, incluindo os protagonistas: Ilse Salas, Mariana Treviño, Erick Elías e David Chocarro. Foi escrita e adaptada por Ricardo Álvarez Canales, dirigida por Jorge Colón, Mariano Ardanaz e Fez Noriega, e realizada sob produção executiva por Miguel Varoni.
Em 18 de março de 2020, a Telemundo suspendeu temporariamente a produção da novela devido à pandemia do COVID-19 nos Estados Unidos.

## Prêmios e indicações
| Ano  | Prêmio    | Categoria         | Indicado                | Resultado | Ref.  |
| ---- | --------- | ----------------- | ----------------------- | --------- | ----- |
| 2020 | Rose d'Or | Melhor Telenovela | Ricardo Álvarez Canales | Pendente  | [ 9 ] |